# Bertric-Burée
Bertric-Burée – miejscowość i gmina we Francji, w regionie Nowa Akwitania, w departamencie Dordogne.
Według danych na rok 1990 gminę zamieszkiwało 340 osób, a gęstość zaludnienia wynosiła 20 osób/km² (wśród 2290 gmin Akwitanii Bertric-Burée plasuje się na 845. miejscu pod względem liczby ludności, natomiast pod względem powierzchni na miejscu 655.).